# アウグストゥス神殿 (プーラ)

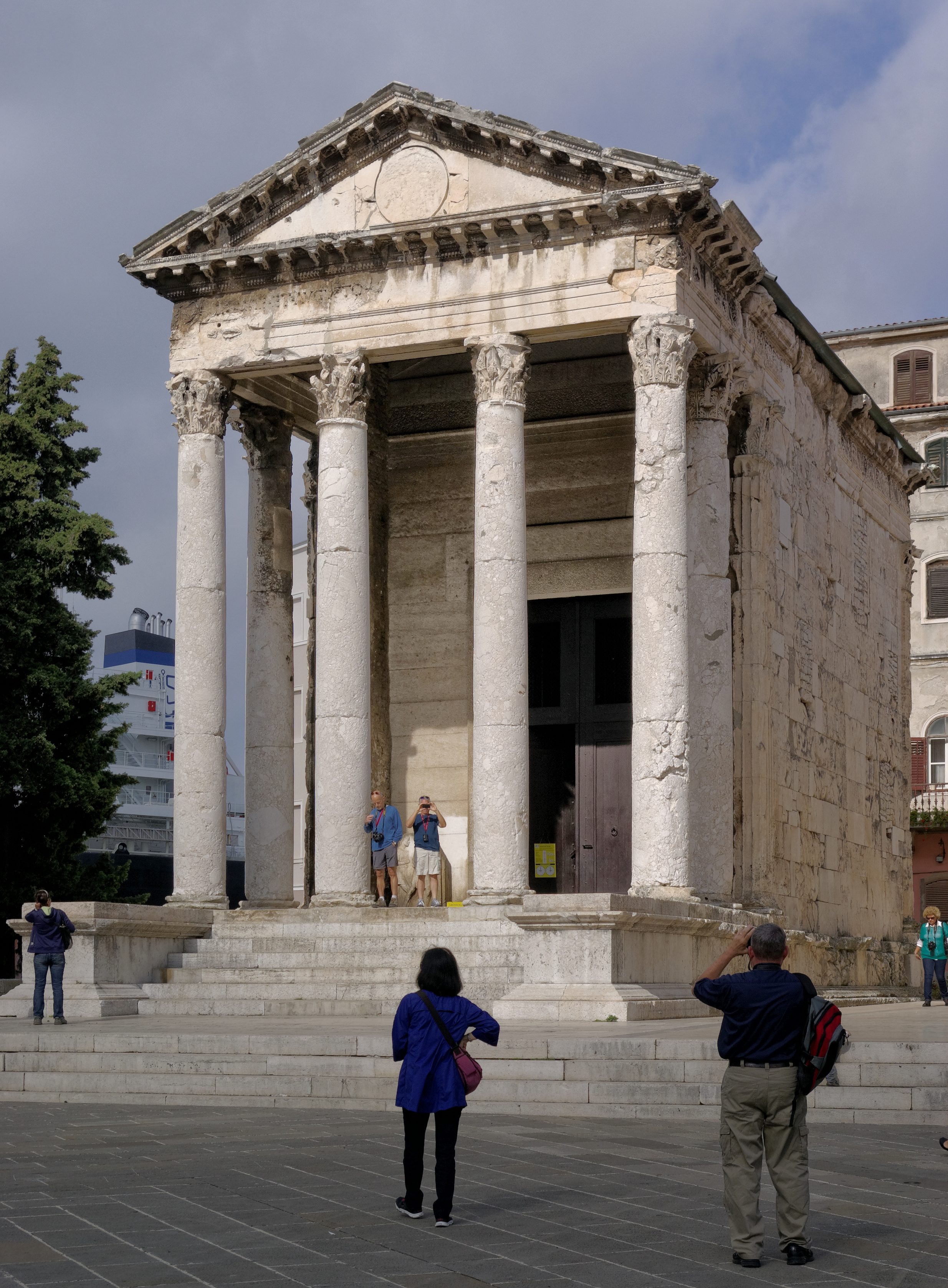
アウグストゥス神殿

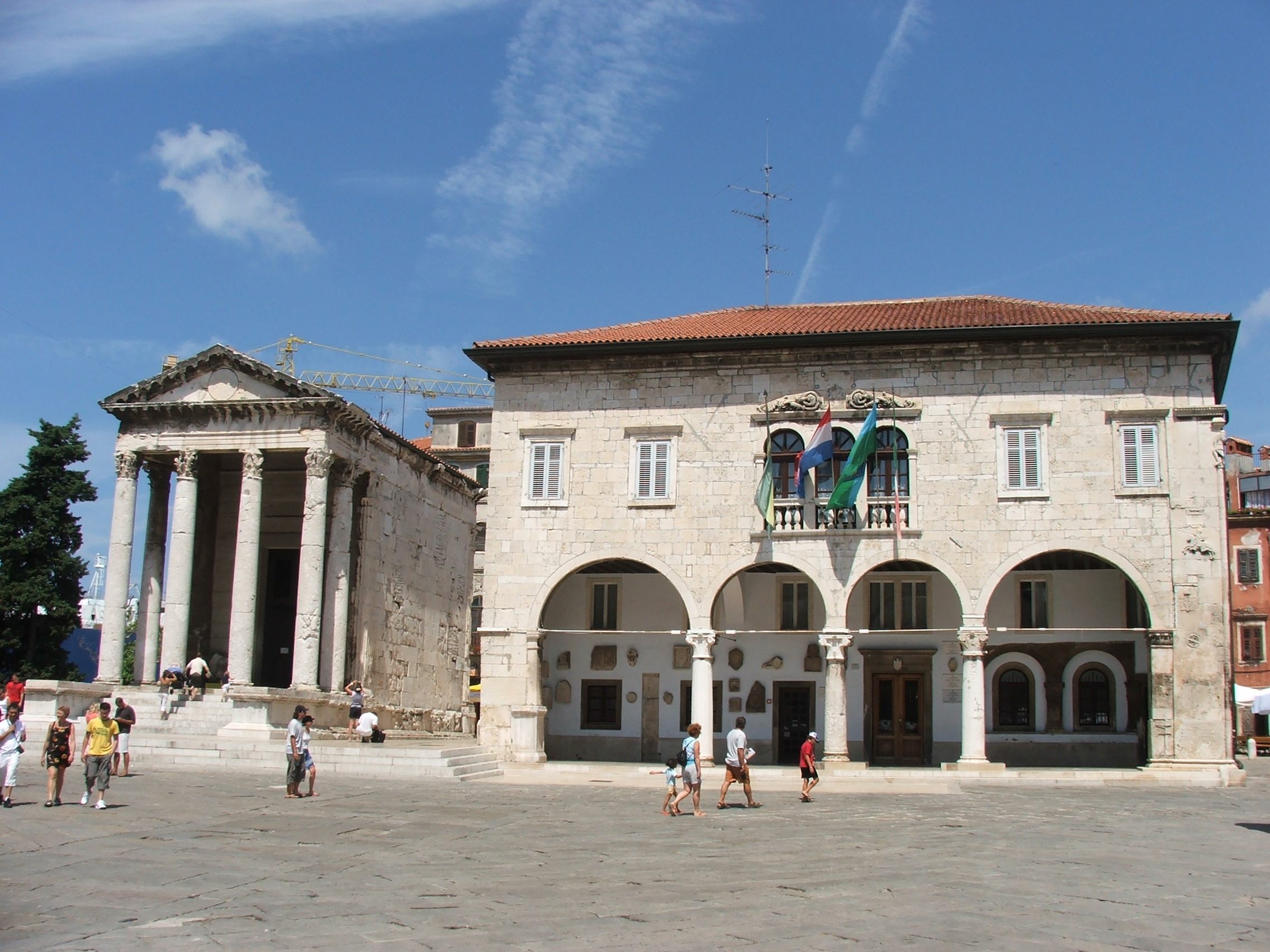
フォルム広場に面したアウグストゥス神殿と市庁舎

プーラのアウグストゥス神殿（クロアチア語: Augustov Hram，英語: Temple of Augustus）は、クロアチア北西部のイストリア半島先端のプーラにある古代ローマ時代に造られた神殿。
建物は古代ローマ時代のポーラ（現 プーラ）の街の中心であったフォルム（現 フォルム広場）に面して建てられている。

## 概要
この神殿は、ローマ神とローマ帝国初代皇帝アウグストゥス（在位 前27年 - 14年）を讃えるために、前2年から14年の間に造られたと考えられている。神殿の建物は大きな内陣（セラ）と、フォルムに面し正面に4本のコリント式の円柱を持つポルチコからなっている。この建物はローマ帝国初期の典型的な建築様式であり、また後期ギリシア文明の建築様式の影響も見られる。
古代ローマ末期にキリスト教が国教化すると、この神殿は教会に転換された。更に時代が下ると穀物貯蔵庫として使われ、19世紀になると石像・石碑などの展示施設として使われるようになった。第二次世界大戦中の1944年、爆撃により崩壊したアウグストゥス神殿は、1945年から1947年に掛けて再建され古代の石像・石碑やブロンズ像を展示する施設となった。
アウグストゥス神殿が建てられているフォルム広場は紀元前1世紀に街の行政の中心施設として整備されたもので、アウグストゥス神殿と並んで現在の市庁舎のある位置にはユーピテル、ユーノー及びミネルウァ神殿が建てられていた。

## 碑文
神殿正面のアーキトレーブに刻まれた碑文は次の通りである。
ROMAE ET AVGUSTO CAESARI DIVI FILIO PATRI PATRIAE
（日本語意訳）：ローマと、祖国の父であるカエサルの息子のアウグストゥス

## アクセス
- プーラ長距離バスターミナルから徒歩で西南西へ約1200m
- プーラ駅から徒歩で南南西へ約1200m
- 市街地中心のセルギウスの凱旋門付近から徒歩で西北西へ約400m